# Alfred de Vigny
Alfred Victor, hrabě de Vigny (27. března 1797, Loches – 17. září 1863, Paříž) byl francouzský romantický spisovatel, básník a dramatik. Do francouzské literatury vnesl tón romantického pesimismu a úzkosti z „Boží nepřítomnosti“.

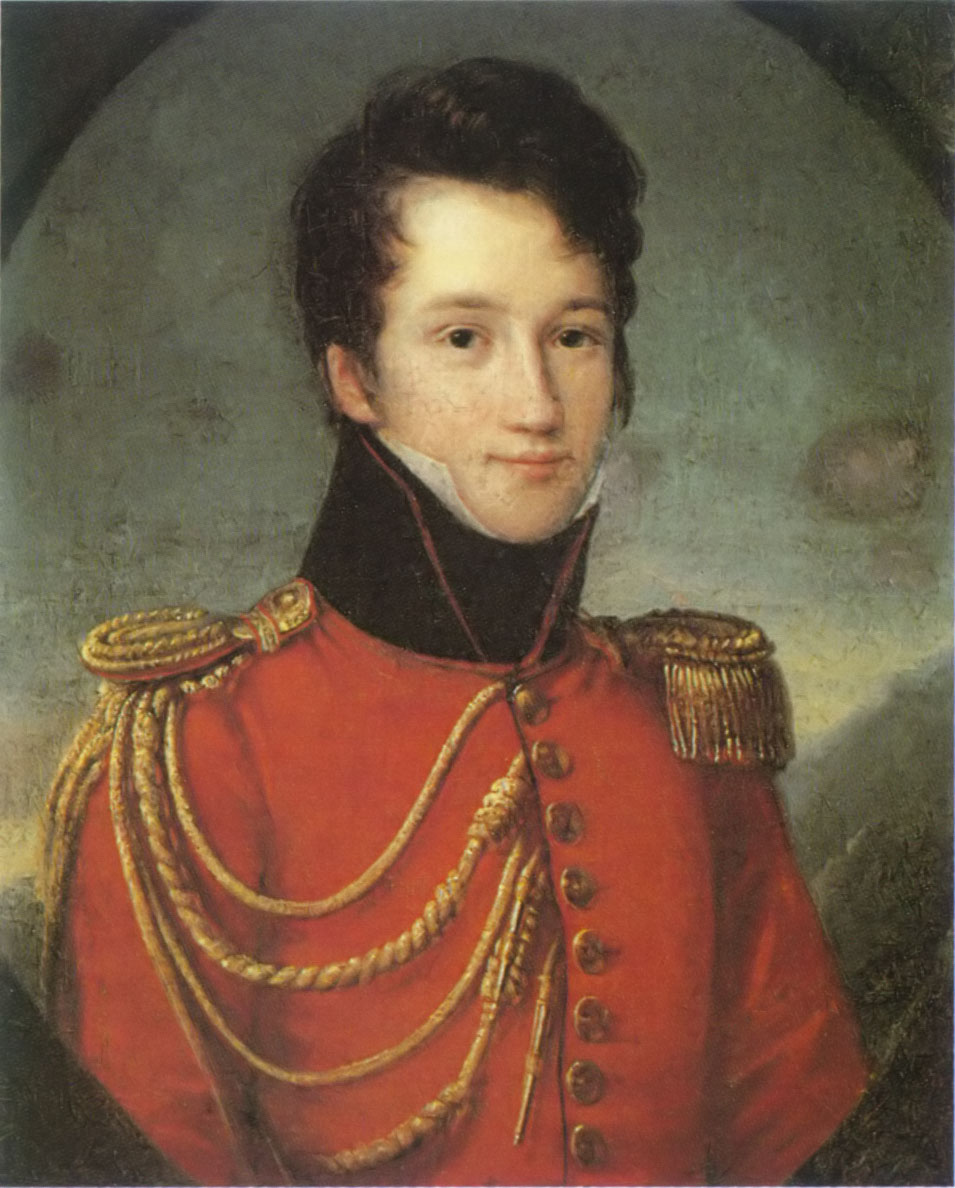
Alfred de Vigny ve věku sedmnácti let

Pocházel ze šlechtické rodiny, do jejichž osudů zasáhla revoluce. Svoje dětství a rané mládí strávil v Paříži, zčásti v nynějším Elysejském paláci, který byl tehdy nájemním domem. Navštěvoval Lycée Bonaparte (dnes Lycée Condorcet) a snil o vojenské kariéře.
V roce 1814 vstoupil do služeb Ludvíka XVIII., vracejícího se do Francie z anglického exilu, a následoval ho do Bruselu, když na sto dní na sebe strhl vládu Napoleon Bonaparte (březen–červen 1815). Po Napoleonově definitivní porážce vystřídal řadu posádek, kde pokračoval v budování své vojenské kariéry, často se ale zdržoval v Paříži.
První básně uveřejňuje v roce 1817 a o pět let později vychází jeho první básnická sbírka Poèmes. V roce 1825 se žení s bohatou Angličankou a nechává se odeslat na dovolenou, aby se mohl cele věnovat básnické tvorbě. Vojenskou službu opouští definitivně v roce 1827.
V roce 1826 vydává svazek Poèmes antiques et modernes s básní Le Cor (Roh, přel. Jaroslav Vrchlický, 1877), která líčí Rolandovu hrdinnou smrt. Téhož roku mu vychází historický román „Cinq Mars“.
V letech 1827–1829 pracuje na překladech Shakespearových děl Romeo a Julie, Othello a Kupec benátský.